# 대신로 (진주 산청)
대신로(Daesin-ro)는 경상남도 진주시 호탄동 진주 나들목과 산청군 생비량면 가계리 생비량 교차로를 잇는 경상남도의 도로이다.

## 연혁
- 2006년 12월 19일 : 진주 ~ 집현간 도로(진주시 장재동 ~ 집현면 정수리) 10.2km 구간 확장 개통[1], 기존 13.2km 구간 폐지[2]
- 2009년 7월 2일 : 2개 이상 시·군에 걸쳐 있는 도로로 대신로를 고시[3]
- 2009년 12월 30일 : 집현 ~ 생비량간 도로(진주시 집현면 정수리 ~ 산청군 생비량면 가계리) 7.82km 구간 확장 개통[4], 기존 8.48km 구간 폐지[5]

## 주요 경유지
경상남도
- 진주시 (호탄동 · 상평동 · 상대동 · 하대동 · 초전동 · 장재동 · 집현면 · 미천면) - 산청군 생비량면

## 노선
| 이름                              | 접속 노선                                     | 소재지 | 소재지                                                     | 비고                                      |
| --------------------------------- | --------------------------------------------- | ------ | ---------------------------------------------------------- | ----------------------------------------- |
| 진주 나들목 (가호육교)            | 10호선 남해고속도로 동부로                    | 진주시 | 가호동                                                     |                                           |
| 고속도로입구사거리                | 가호로                                        | 진주시 | 가호동                                                     |                                           |
| 상평교                            |                                               | 진주시 | 가호동                                                     |                                           |
| 상평동                            |                                               | 진주시 |                                                            |                                           |
| 상평교 북단                       | 남강로                                        | 진주시 |                                                            |                                           |
| 한일병원                          | 큰들로                                        | 진주시 |                                                            |                                           |
| 삼삼주유소                        | 공단로                                        | 진주시 |                                                            |                                           |
| 공단광장 교차로                   | 동진로                                        | 진주시 | 상대동                                                     |                                           |
| 남강전화국 교차로                 | 도동천로 상대로                               | 진주시 | 상대동                                                     |                                           |
| 도동초등교사거리                  | 모덕로                                        | 진주시 | 상대동                                                     |                                           |
| 도동초등교사거리                  | 모덕로                                        | 진주시 | 하대동                                                     |                                           |
| 선학사거리                        | 하대로                                        | 진주시 |                                                            |                                           |
| 말티삼거리                        | 말티고개로                                    | 진주시 | 초장동                                                     |                                           |
| 농업기술원사거리                  | 초전북로                                      | 진주시 | 초장동                                                     |                                           |
| (농업기술원삼거리)                | 지방도 제1009호선 (월아산로) 초북로           | 진주시 | 초장동                                                     |                                           |
| 부흥1교                           |                                               | 진주시 | 초장동                                                     |                                           |
| 부흥 교차로                       | 진산로322번길                                 | 진주시 | 초장동                                                     |                                           |
| 월평교 장흥1교                    |                                               | 진주시 | 집현면                                                     |                                           |
| 장흥 교차로                       | 냉정길 불너머길                               | 진주시 | 집현면                                                     |                                           |
| 집현 교차로                       | 국도 제33호선 (순환로)                        | 진주시 | 집현면                                                     | 국도 제33호선 구간                        |
| 동강교                            |                                               | 진주시 | 집현면                                                     | 국도 제33호선 구간                        |
| 냉정 교차로                       | 냉정길279번길                                 | 진주시 | 집현면                                                     | 국도 제33호선 구간                        |
| 집현터널                          |                                               | 진주시 | 집현면                                                     | 국도 제33호선 구간 연장 130m              |
| 대암 교차로                       | 지방도 제1007호선 (진산로)                    | 진주시 | 집현면                                                     | 국도 제33호선 구간 지방도 제1007호선 구간 |
| 내동 교차로 (내동교)              | 진산로 진산로1372번길                         | 진주시 | 집현면                                                     | 국도 제33호선 구간 지방도 제1007호선 구간 |
| 철수 교차로 (철수교)              | 진산로 진산로1497번길                         | 진주시 | 집현면                                                     | 국도 제33호선 구간 지방도 제1007호선 구간 |
| 내리곡 교차로 (내리곡교) (향양교) | 진산로                                        | 진주시 | 집현면                                                     | 국도 제33호선 구간 지방도 제1007호선 구간 |
| 내리곡 교차로 (내리곡교) (향양교) | 진산로                                        | 진주시 | 미천면                                                     | 국도 제33호선 구간 지방도 제1007호선 구간 |
| 안간 교차로 (신안간교)            | 지방도 제1007호선 (안간길)                    | 진주시 |                                                            | 국도 제33호선 구간 지방도 제1007호선 구간 |
| 정촌2교                           |                                               | 진주시 | 국도 제33호선 구간                                         |                                           |
| 정촌터널                          |                                               | 진주시 | 국도 제33호선 구간 연장 40m                                |                                           |
| 신효자교                          |                                               | 진주시 | 국도 제33호선 구간                                         |                                           |
| 방화1교                           |                                               | 산청군 | 국도 제33호선 구간                                         | 생비량면                                  |
| 방화 교차로 (방화2교)             | 진산로 태봉로 진산로2106번길                  | 산청군 | 국도 제33호선 구간                                         | 생비량면                                  |
| 방화3교 사대1교                   |                                               | 산청군 | 국도 제33호선 구간                                         | 생비량면                                  |
| 사대 교차로 (사대2교)             | 진산로                                        | 산청군 | 국도 제33호선 구간 산청 방면 진입 불가 진주 방면 진출 불가 | 생비량면                                  |
| 사대3교 사대4교                   |                                               | 산청군 | 국도 제33호선 구간                                         | 생비량면                                  |
| 생비량 교차로                     | 국도 제20호선 (지리산대로) 지리산대로4763번길 | 산청군 | 국도 제33호선 구간                                         | 생비량면                                  |
| 합천대로와 직결                   |                                               |        |                                                            |                                           |

## 주요 건물 및 시설
- 공단치안센터 (경상남도 진주시 대신로 94)
- 한일병원 (경상남도 진주시 대신로 120)
- 아세아세라텍 (경상남도 진주시 대신로 139)
- KT 동진주지사 (경상남도 진주시 대신로 265)
- 동부농협 (경상남도 진주시 대신로 301)
- 홈플러스 진주점 (경상남도 진주시 대신로 304)
- 도동초등학교 (경상남도 진주시 대신로 324)
- 진주동명중학교, 진주동명고등학교 (경상남도 진주시 대신로 454-25)
- 경상남도농업기술원 (경상남도 진주시 대신로 570)
- 삼성교통 (경상남도 진주시 대신로 600)
- 명신고등학교 (경상남도 진주시 대신로 614)